# Colonisation de l'espace dans la fiction
Cet article traite de la colonisation de l'espace dans la fiction. Pour les études, arguments et projets dans la réalité, voir Colonisation de l'espace

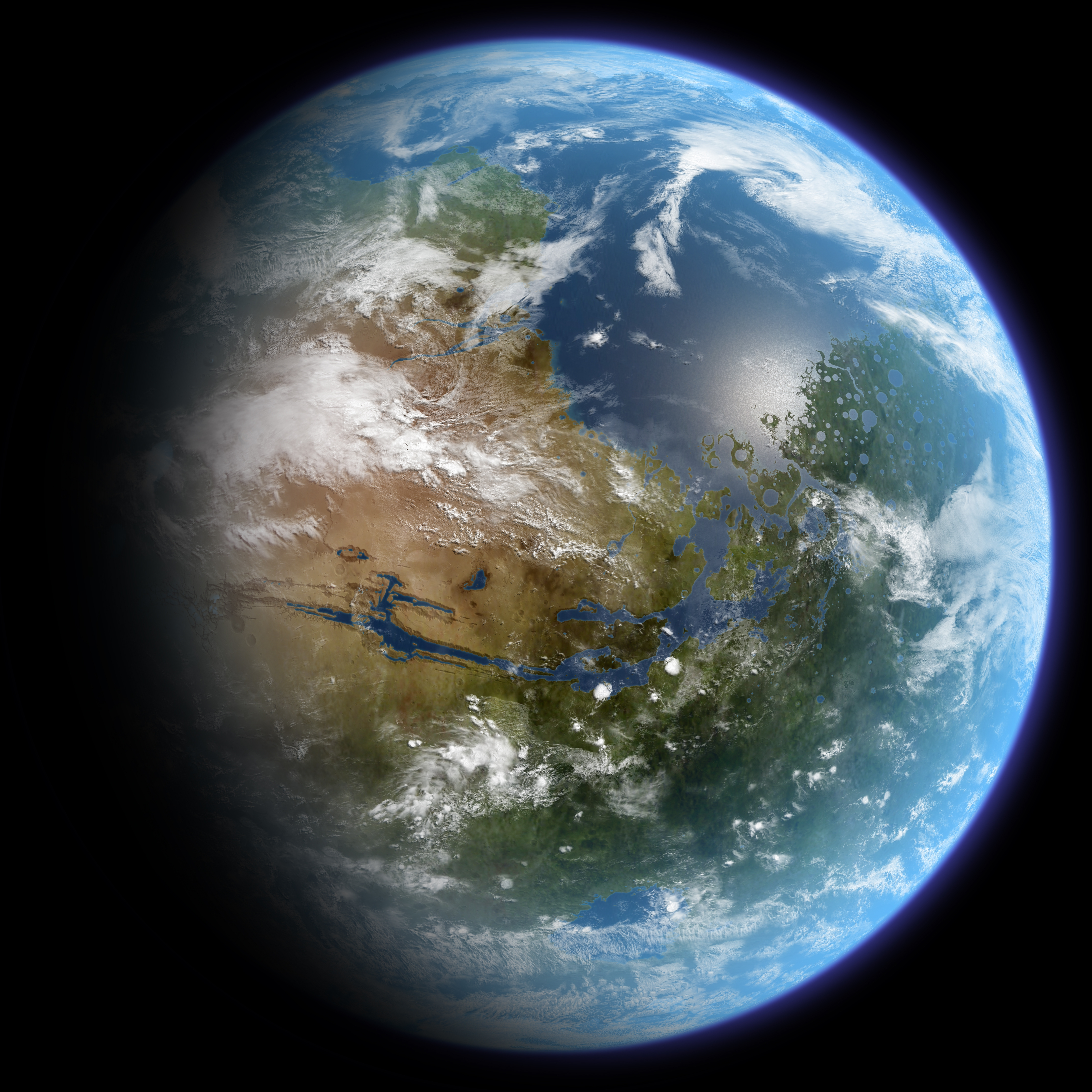
Une vision d'artiste de Mars terraformé centré sur Valles Marineris. Tharsis est visible sur le côté gauche. Cette transformation a été imaginée dans la Trilogie de Mars.

La colonisation de l'espace est un thème majeur de science-fiction, aussi bien en littérature qu'au cinéma, bande dessinée ou en jeux vidéo. Ce qui suit ne prétend pas donner un relevé exhaustif de toutes les œuvres sorties à ce sujet, mais à donner un historique des œuvres considérées parmi les plus innovantes ou les plus connues,,,.

## Historique

### XIXesiècle
La première représentation d'une station orbitale en fiction a été faite en 1869 par Edward Everett Hale dans sa nouvelle La lune de brique. La station décrite est une sphère de 60 mètres de diamètre en briques, lancée par accident avec des personnes à son bord. Jules Verne, en 1877, dans Hector Servadac imagine la colonisation involontaire d'une comète par un groupe d'exilés internationaux, ce qui leur permet de parcourir le système solaire. La colonisation peut être à l'inverse racontée du point de vue des terriens en tant que colonisés. En 1898, H. G. Wells dans La Guerre des mondes raconte l'invasion et la tentative de colonisation de la Terre par des martiens qui vont jusqu'à modifier l'écosystème terrestre.

### XXesiècle
Les pulps des années 1920 et 1930 et l'âge d'or de la science-fiction évoquent la colonisation à différentes périodes de l'histoire future de l'humanité. En 1948, neuf ans avant le lancement de Spoutnik, René Barjavel écrit dans Le diable l'emporte que c'est un conflit pour la possession de la Lune qui produit l'apocalypse sur Terre et l’envoi de survivants humains dans l'espace. Dans la série des Fondations d'Isaac Asimov, dont l'écriture a été commencé dans les années 1940, la galaxie où aucune civilisation extra-terrestre n'a été découverte est pratiquement entièrement colonisée par l'humanité dans un lointain futur. Cet énorme nombre de colonies rend le maintien d'un empire centralisé difficile, malgré l'utilisation de l'hyperespace pour les voyages interstellaires et la Terre des origines n'est plus qu'une lointaine légende. En 1950, Ray Bradbury dans Chroniques martiennes raconte la colonisation de Mars par la Terre et les Martiens, victimes des maladies humaines, finissent par disparaitre.
Dans la saga de Dune de Frank Herbert, dont le premier tome a été écrit en 1965, l'épice qui permet aux navigateurs de faire voyager les vaisseaux entre les étoiles est devenue une matière encore plus importante que le pétrole au XXIe siècle. La galaxie a dans cette œuvre aussi été largement colonisée par l'humanité dont le système politique est retombé à un niveau médiéval. L'univers culte de Star Trek (1966-présent), objet de multiples séries télévisées, romans et films, décrit une fédération des planètes unies dont font partie l'humanité et des races extra-terrestres, qui compte en l'an 2373 plus de 150 membres répartis sur 8 000 années-lumière. Dans un futur imaginaire beaucoup plus proche de nous et dorénavant uchronique, Arthur C. Clarke dans 2001 : l'odyssée de l'espace et sa version filmée (1968) prévoit l'existence d'une station orbitale gigantesque et d'une base lunaire pour 1999. Dans le troisième volet de la série, il décrit la colonisation des lunes de Jupiter avant 2061. Avec le Cycle de Tschaï (1968-1970), Jack Vance inverse l'idée de colonisation. La Terre aurait été colonisée et l'espèce humaine créée par des extraterrestres, les explorateurs humains reviendraient sur la planète Tschaï dans leur monde d'origine.
Dans La Guerre éternelle de Joe Haldeman (1974), l'entraînement des troupes d'élite humaine en 1997 se fait sur Charon. Bien plus tard, certaines colonies du XXXIIe siècle sont réservées aux humains hétérosexuels alors que l'espèce humaine s'est tournée majoritairement vers le clonage et l'homosexualité. L'épopée de Star Wars, dont le premier film est lancé en 1977, montre une espèce humaine ayant colonisée « il y a très longtemps une galaxie très lointaine » au côté de nombreuses races extra-terrestres. Aucune terraformation n'est évoquée, la plupart des planètes colonisées ont une atmosphère respirable et un environnement pas plus hostile que les déserts froids ou chauds les plus inhospitaliers de la Terre qui n'est jamais mentionnée. Dans le film Alien - Le huitième passager de 1979, Ridley Scott montre un commerce de minerais existant entre la Terre et ses colonies en 2126. Aliens le retour (1986) de James Cameron évoque l'établissement de colonies terraformées avant 2179 alors que l'humanité a construit autour de la Terre de gigantesques stations orbitales et docks spatiaux.

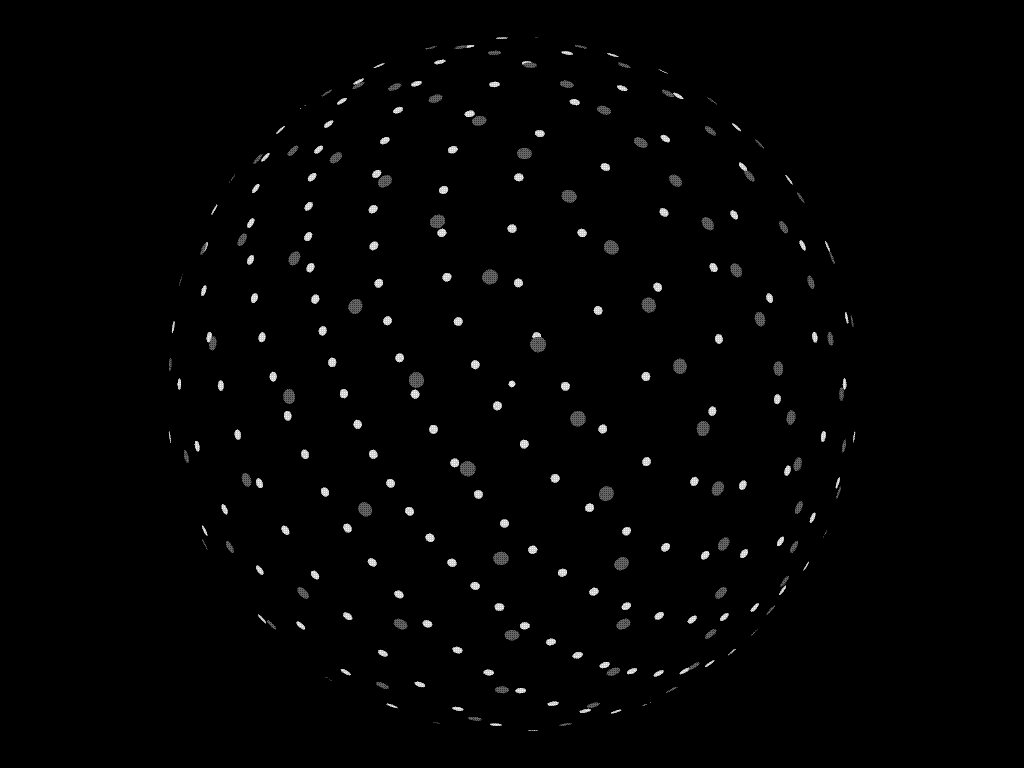
Une Bulle de Dyson, variation sur le concept de sphère de Dyson comme évoqué dans Hypérion de Dan Simmons.

Outland… loin de la Terre (1981) raconte l'enquête d'un policier sur des ventes de drogue dissimulées par l'administration d'une colonie minière située sur Io. La trilogie d'Helliconia (1982-1985) écrite par Brian Aldiss décrit un monde habitable dont les saisons durent des siècles, colonisé par des humains adaptés à tout un écosystème et en compétition avec une espèce indigène. À cause d'un virus, la population vit isolée de la Terre qui se contente d'observer les changements de civilisation à l'aide d'une station orbitale. Dans Hypérion (1989) et ses suites, Dan Simmons montre une humanité du XXVIIIe siècle divisée en deux factions colonisatrices en guerre. D'un côté les extros qui sont des humains transhumanistes adaptés à l'impesanteur qui ont colonisé l'espace profond avec des flottes de vaisseaux, stations orbitales, astéroïdes et essaims en sphère de Dyson autour d'étoiles. De l'autre les humains de l'Hégémonie qui ont colonisé des planètes souvent au mépris de leur écologie locale et ont gardé une morphologie classique, mais qui dépendent des intelligences artificielles qui leur donnent accès à la téléportation. Le premier jeu vidéo de gestion à évoquer une colonisation intergalactique est Elite en 1984, vendu à l'époque avec une carte d'un monde spatial organisé. Le jeu vidéo de gestion Millennium 2.2 sorti en 1989 est l'un des premiers à proposer une simulation réaliste de la colonisation du système solaire après qu'un cataclysme a rendu la Terre inhabitable dans les années 2200.
En 1990 dans Total Recall de Paul Verhoeven, adaptation cinématographique de la nouvelle We can Remember it for You Wholesale de Philip K. Dick, Mars est colonisé en 2084 mais de manière quasi-dictatoriale, des mutants sont apparus à cause d'économies illégales réalisées sur les protections anti-radiation et la population doit payer l'air, tout comme l'eau ou l'électricité. Un des moyens de gagner au jeu vidéo de stratégie de 1991 Civilization de Sid Meier était d'être le premier à établir une colonie autour d'Alpha Centauri. Le détail de cette colonisation a lieu dans le jeu de 2001 Sid Meier's Alpha Centauri. Dans les romans de la Trilogie de Mars (1992), Kim Stanley Robinson imagine le début de la colonisation de Mars en 2026 et sa terraformation sur une durée de plus de 200 ans. Il évoque également la colonisation d'autres planètes et lunes du système solaire et la description de villes sur Callisto, Mercure, Triton et Vénus, ainsi que l'utilisation d'astéroïdes transformés en habitats spatiaux comme vaisseaux à génération. La série de jeux vidéo Master of Orion commencée en 1993 propose la colonisation et la conquête de toute la galaxie.

### XXIesiècle

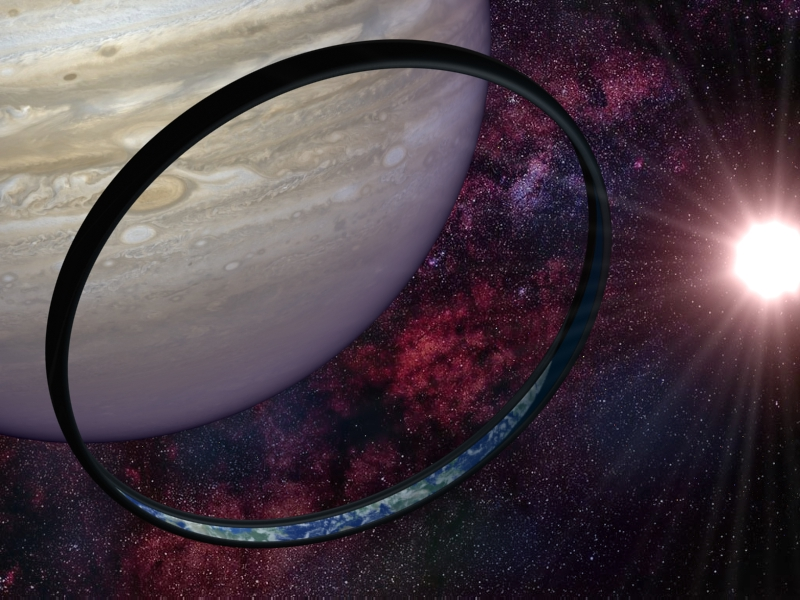
Vue d'artiste d'une Orbitale de La Culture, telle que décrite dans l'univers de fiction créé par l'auteur Iain Banks et qui a inspiré la série de jeux vidéo Halo.

Dans la série de jeux vidéo Halo (2001-présent), l'humanité a colonisé une partie du Bras d'Orion sous l'égide de l'UNSC avant de se retrouver en guerre avec la coalition de races extraterrestres connue sous le nom d'Alliance Covenante; guerre dont l'enjeu est une série d'installations spatiales gigantesques en forme d'anneau, les Halo, des armes de destruction galactique, ainsi qu'une structure qui fait huit fois la superficie de la Terre, l'Arche, qui sert à activer les Halo et à abriter les habitants de la Voie Lactée en cas de risque de propagation du Parasite, une espèce belliqueuse détruisant toute forme de vie dans la galaxie. Dans la saga de jeux Mass Effect, l'humanité colonise une partie de la Voie Lactée grâce à une technologie extraterrestre, les relais cosmodésique, et fait partie d'une véritable communauté galactique. Dans le jeu vidéo Spore (2008), le joueur dirige toute l'histoire de l'évolution d'une espèce depuis le premier organisme unicellulaire jusqu'à son établissement en tant que civilisation interstellaire. En 2009 apparaît un film regroupant la thématique de l'exploitation des ressources rares et de la colonisation d'une planète habité (ici, l'unobtainium) d'une exoplanète : Avatar, par James Cameron. La saga The Expanse et son adaptation télévisée montrent une humanité qui a colonisé une partie du système solaire et s'est divisée en trois puissances : la Terre, dirigée par les Nations unies, une planète Mars qui a gagné son indépendance, et les colonies de la Ceinture réunies sous l'égide de l'Alliance des Planètes Extérieures.

## Les approches d'universitaires
Plusieurs études académiques se sont intéressées à ce problème. Howard E. McCurdy (en) a publié Space and the American Imagination en 1999, qui expliquait entre autres l'impact de la série Star Trek et de nombreux récits de science-fiction sur le lancement de la mission Apollo. Cette étude prolongeait les approches de Lucian Boia dans L'Exploration imaginaire de l'espace. Le rapport ITSF de l'Agence spatiale européenne a aussi développé une étude prospective cartographiant les technologies spatiales dans la science-fiction dans le but de les réaliser au niveau de la recherche et développement.